# Paulo, Príncipe Herdeiro da Grécia
Paulo da Grécia (em grego: Pavlos; Atenas, 20 de maio de 1967) é o atual chefe da família real grega como o filho mais velho do rei Constantino II, o último rei dos helenos de 1964 a 1973, e da rainha Ana Maria da Dinamarca. Ele se tornou chefe da família real grega após a morte de seu pai em 10 de janeiro de 2023. Ele foi herdeiro aparente do trono da Grécia e era príncipe herdeiro desde o nascimento, permanecendo assim durante o reinado de seu pai até a abolição da monarquia. Como descendente masculino de Cristiano IX da Dinamarca e neto de Frederico IX da Dinamarca, ele também é um príncipe dinamarquês, embora não esteja na linha de sucessão ao trono dinamarquês. Margarida II da Dinamarca e Sofia da Espanha são suas tias, e Filipe VI de Espanha e Frederico X da Dinamarca, são seus primos em primeiro grau.

## Biografia
O Príncipe Paulo nasceu em 20 de maio de 1967, no Palácio Tatoi, em Atenas, capital do Reino da Grécia, filho do rei Constantino II da Grécia e da rainha consorte Ana Maria da Dinamarca. 
Pelo lado da sua mãe, ele é um sobrinho direto da atual rainha Margarida II da Dinamarca e da princesa Benedita da Dinamarca. Pelo lado do seu pai, é um sobrinho direito da rainha consorte emérita Sofia da Espanha e da princesa Irene da Grécia. Os seus avós maternos são o rei Frederico IX da Dinamarca e a princesa Ingrid da Suécia, e os paternos o rei Paulo I da Grécia e a rainha Frederica de Hanôver.
Pela tradição grega, ele foi nomeado em homenagem ao seu avô paterno, o rei Paulo.  
Ele tem uma única irmã maior: a princesa Alexia da Grécia e Dinamarca. E outros três irmãos caçulas: o príncipe Nicolau da Grécia e Dinamarca, a princesa Teodora da Grécia e Dinamarca e o príncipe Filipe da Grécia e Dinamarca. 
O Príncipe Paulo foi batizado na Igreja Ortodoxa Grega, sendo o rei Charles III (primo em segundo grau Rei Constantino), um de seus padrinhos. 

## Golpe militar de 1967
O Príncipe Paulo nasceu em uma época turbulenta na política grega. O seu pai, o até então rei reinante Constantino II da Grécia, tinha subido ao trono em 6 de março de 1964, aos 23 de idade. 
Em 1967 chegou ao fim, o "Regime dos Coronéis", liderado pelo coronel Georgios Papadopoulos, foi cada vez mais caracterizada pela supressão das liberdades civis, juntamente com prisão ou exílio de opositores. Em dezembro daquele ano, o rei Constantino tentou um contra-golpe, mas não conseguiu reunir o apoio militar suficiente. O rei fugiu com sua esposa e filhos para Roma. O seu irmão o príncipe Nicolau nasceu em Roma em 1969. 

## Abolição da monarquia
Durante os anos 1967-1973, a Grécia manteve-se oficialmente uma monarquia, com um regente nomeado pelo rei. 
Começando em 1973, quando o príncipe Paulo tinha seis anos, uma série de mudanças rápidas ocorreram no governo da Grécia. 
Em 1973, o até então rei Constantino II foi declarado deposto e Georgios Papadopoulos tornou-se o Presidente autoproclamado da Grécia. Em 29 de julho de 1973, o plebiscito grego de 1973 foi realizado para confirmar a alteração. 
Em 17 de novembro de 1974, a eleição grega legislativa de 1974 foi realizada, resultando em uma vitória para Constantine Karamanlis e seu partido Nova Democracia (ND). Em 8 de Dezembro de 1974, o plebiscito grego de 1974 teve um resultado semelhante ao do ano anterior: a maioria era a favor de uma constituição republicana (69%) sobre a restauração da monarquia (31%).
O Rei Constantino aceitou que o seu reinado estava no fim. Ele e a Rainha Ana Maria tinham residido com a sua família em Londres por algum tempo. Os irmãos mais novos do príncipe Paulo nasceram na cidade Londres: a princesa Teodora em 1983 e príncipe Filipe em 1986.

## Educação
O príncipe Paulo foi educado na cidade de Londres, no Colégio Helénico de Londres. 
Ele foi, então, treinado como um oficial do exército britânico na Real Academia Militar de Sandhurst antes de tomar uma comissão de três anos com a Royal Scots Dragoon Guards. 
Ele frequentou a Universidade de Georgetown em Washington, graduando-se em 1993 em Relações Internacionais, Direito e Organização e completou um Mestrado em Science in Foreign Service, especializado na Europa Oriental e dos Balcãs, em 1995. 
O seu companheiro de quarto em Georgetown era o seu primo, o atual rei espanhol Felipe VI da Espanha. 
Paulo foi educado como um bilíngüe em casa, falando inglês e grego. Além das suas línguas nativas, fala alemão, francês, espanhol e italiano. Ele declarou em particular que, quando era criança estava acostumado a falar principalmente alemão, inglês e grego; onde ele falava alemão com os seus irmãos, inglês com sua mãe e grego na escola. Apesar de ser de ascendência da Dinamarca, Paulo e os seus irmãos nunca aprenderam a falar o idioma dinamarquês.

## Os interesses empresariais
- 1997 - Co-fundador da Asset Management Griphon, um grupo de investimentos alternativos
- 1998 - Co-fundador do Marfim Capital Group LLC e Ivory Fundo Investors LLC, grupos de investimento privados focados em valores orientados para ações
- 2002 - Co-fundador do Ortelius Capital Partners LLC, um grupo de gestão de ativos alternativos especializado em fundos de hedge
- 2003 - Co-fundador da Brigantine, um fundo de investimento baseado em valor

Ele também está no conselho de administração da Fundação Anna-Maria e United World College, EUA. 

## Casamento e descendencia
Ele se casou com uma herdeira estadunidense, a plebéia Maria Chantal Miller (agora denominado como Sua Alteza Real, a Princesa Herdeira da Grécia, Princesa da Dinamarca) em 1 de julho de 1995. Depois do casamento, o casal residiu em Nova Iorque, onde trabalhou como consultor de investimentos. Seus filhos são: 
- Princesa Maria Olympia da Grécia e Dinamarca, nascida em Nova Iorque em 25 de julho de 1996 (28 anos)
- Príncipe Constantino Alexios da Grécia e Dinamarca (em homenagem a seu avô), nascido em Nova Iorque em 29 de outubro de 1998 (26 anos)
- Príncipe Achileas Andreas da Grécia e Dinamarca, nascido em Nova Iorque em 12 de agosto de 2000 (24 anos)
- Príncipe Odisseu Kymon da Grécia e Dinamarca, nascido em Londres em 17 de setembro de 2004 (20 anos)
- Príncipe Aristides Stavros da Grécia e Dinamarca, nascido em Los Angeles em 29 de junho de 2008 (16 anos)

## Títulos, honras e armas
- 20 de maio de 1967 – 29 de julho de 1973: Sua Alteza Real, o Príncipe Herdeiro da Grécia, Príncipe da Dinamarca
- 29 de julho de 1973 – atualidade: Sua Alteza Real, Paulo, Príncipe Herdeiro da Grécia, Príncipe da Dinamarca

Único título indisputado de Paulo é o estilo de Sua Alteza, Príncipe da Dinamarca, devido a sua descendência na linha masculina de Christian IX da Dinamarca. Seu título grego e estilo de Alteza Real são estendidos a ele por cortesia de uma base social e não são reconhecidos pela República Helênica. 

### Brasão e bandeira
|  |  |  |

### Honras
Ordens dinásticas da Grécia:  
- Grã-Cruz da Ordem do Redentor
- Cavaleiro da Grande Cruz da Ordem de St. George e St. Constantine
- Cavaleiro da Grande Cruz da Ordem de George I
- Cavaleiro da Grande Cruz da Ordem da Fênix
- Emblema comemorativo do centenário da Casa Real da Grécia

### Relações Exteriores honras
- Cavaleiro da Ordem do Elefante (RE),  Dinamarca